# Spoorlijn 161D
Spoorlijn 161D is een Belgische spoorlijn en een aftakking van spoorlijn 161 tussen Brussel en Namen naar de universiteit van Louvain-la-Neuve.
De spoorlijn is 4,4 km lang en werd op 1 september 1975 geopend door de NMBS. De spoorlijn is dubbelsporig uitgevoerd en werd geëlektrificeerd met een bovenleidingsspanning van 3 kV op 11 september 1975. De maximumsnelheid bedraagt 90 km/u.

## Treindienst
Sinds 07 februari 2022:
| Treintype | Verbinding                                                               | Dienstregeling                                            |
| --------- | ------------------------------------------------------------------------ | --------------------------------------------------------- |
| S 8       | Louvain-La-Neuve - Ottignies                                             | Dagelijks: 2×/u.                                          |
| S 8       | Zottegem - Brussel-Zuid - Brussel-Schuman - Ottignies - Louvain-La-Neuve | Week: 1×/u.                                               |
| S 81      | Schaarbeek - Brussel-Schuman - Ottignies-(Louvain-La-Neuve)              | Tijdens de schoolspits 1 rit verder naar Louvain-La-Neuve |
| P         | Moeskroen - Doornik - Brussel - Etterbeek - Louvain-la-Neuve             | 1× op zondagavond tijdens het academiejaar                |
| P         | Binche - La Louvière-Zuid - Brussel-Zuid - Louvain-la-Neuve              | 1× op zondagavond tijdens het academiejaar                |

## Aansluitingen
In de volgende plaats is er een aansluiting op de volgende spoorlijn:
Y Louvain-la-Neuve
Spoorlijn 161 tussen Schaarbeek en Namen